# Malindi
Malindi, també coneguda com a Melinde és una ciutat de Kenya, dins la província de la costa. És a 120 quilòmetres de Mombasa, la capital de província, i té una població de 177.735 habitants. És capital del districte de Malindi. L'activitat econòmica principal de la ciutat és el turisme. La ciutat és popular entre els turistes italians que visiten la zona. Està comunicada per un petit aeroport i una autovia entre Mombasa i Lamu. La ciutat té excepcionals mostres de l'art suahili.

## Història
És esmentada per primer cop per al-Idrisi vers el 1150 que fiu que hi habitaven casadors i pescadors i que hi havia mines de ferro. Abu l-Fida (1273-1331) diu que era un centre de bruxeria i capital del rei dels zandj. A la ciutat va arribar l'almirall xinès Tcheng Hô en el seu cinquè viatge. El nom en suahili vol dir "moll d'aigua fonda".
El 1498 hi va estar Vasco de Gama i va sortir d'aquí per anar a l'Índia sota guia del pilot Ahmad ibn Madjid. Duarte Barbosa descriu la ciutat el 1517-1518. El 1542 la va visitar breument Sant Francesc Xavier que diu que l'islam havia declinat als darrers anys i que de 17 mesquites que hi havia només en quedaven tres. Anys després però un missioner, João dos Santos, informa que el 1609 tota la costa de Moçambic a Lamu era xiïta.
La dinastia reial de Malindi era xirazi potser emparentada a la de Kilwa. Quan la dinastia de Mombasa es va extingir el 1590 els portuguesos van cedir aquest regne als sobirans de Malindi; van traslladar la capital a Mombasa i hi van regnar fins al 1632. A Kilwa al segle xvii els comerciants procedents de Malindi tenien un cap anomenat el Malindani, que tenia un virtual poder sobirà que ni el sultà de Kilwa podia controlar.
Malindi va perdre importància a partir del 1632. El 1827 hi va arribar el capità Owen que la va trobar deserta. No han quedat gaires restes antigues: dues mesquites en ruïnes, un cementiri, i una tomba amb pilars segurament prop del que fou el palau reial. A 16 km al sid i 3 km a l'interior subsisteix la ciutat de Gedi, ocupada del segle xi al XVII i després abandonada, havent arribat a tenir deu mil habitants en unes 20 hectàrees. Com que estava a certa distància de la costa es pensa que fou inicialment una base de campanya pel sultà de Malindi, entorn de la qual es va desenvolupar un poble; molts edificis estan ben conservats.
El seu desenvolupament poblacional actual és del segle xx.

## Administració
Malindi és una de les quatre subdivisions del districte de Malindi, amb vuit localitats: Chakama, Ganda, Gede, Goshi, Jilore, Langobaya, Malindi i Watamu. Malindi té consell municipal dividit en tretze wards o seccions: Barani, Ganda/Mkaumoto, Gede, Gede North, Gede South, Kijiwetanga, Madunguni, Malimo, Malindi Central, Malindi North, Maweni, Shella i Watamu Town.